# Kynšperk nad Ohří
Kynšperk nad Ohří é uma cidade checa localizada na região de Karlovy Vary, distrito de Sokolov‎.